# Jean-Baptiste Solignac
Jean-Baptiste Solignac (Millau, 15 marzo 1773 – Montpellier, 11 novembre 1850) è stato un generale francese.

## Biografia

### La carriera negli anni dalla Rivoluzione al Consolato
Il 28 settembre 1791 Jean-Baptiste Solignac entrò come soldato nel Régiment de Vermandois, divenuto in seguito il 61º reggimento di fanteria. Promosso tenente e capitano nell'agosto e nel novembre del 1792, fu inserito nel 2º battaglione di volontari dei Pirenei Orientali organizzato a Montpellier. Condusse le prime campagne della Rivoluzione francese nell'esercito dei Pirenei orientali. Fu aiutante di campo del generale Alexandre Voulland, divenne comandante di battaglione il 28 gennaio 1794, e aiutante generale il 17 giugno 1794. Fu arrestato per aver abbandonato i federalisti, e poi rilasciato alla fine di maggio del 1795.
Venne poi impiegato nell'8ª divisione militare di Marsiglia e a Parigi nell'anno IV. Fu allora che conobbe il generale Napoleone Bonaparte, che gli affidò il 5 ottobre 1795 la difesa delle postazioni di Impasse Dauphin, Passage Venua e la Salle du Manège dove iniziarono le prime ostilità. Solignac si trasferì poi nell'Esercito del Regno d'Italia e vi prestò servizio distinguendosi. Venne  promosso al grado di generale di brigata provvisorio dal generale in capo l'11 aprile 1799. Si distinse particolarmente nella battaglia di Novi del 15 agosto 1799, durante la quale venne ferito e due cavalli furono uccisi sotto di lui.

### Il Consolato
Tornato in Francia, prese parte attiva al colpo di stato del 18 brumaio (9 novembre 1799) che portò Napoleone al potere. Comandò personalmente le truppe che protessero il Bonaparte nella sala del Consiglio dei Cinquecento dove andò a fare pressione sui senatori riuniti. Solignac si occupò dell'espulsione dei deputati. Bonaparte, divenuto Primo Console, si mostrò grato per i servizi resigli da Solignac in quei momenti critici, legandolo strettamente a sé. Il 19 novembre lo incaricò con  poteri straordinari al seguito dell'8ª divisione militare. Tornò quindi a Parigi e fu assegnato a collaborare con il generale Andrea Massena in Italia.
Confermato al grado di generale di brigata per ordine dei consoli, si distinse nella vicenda del Melogno del 18 aprile 1800, e in questa azione fu ferito ad una  coscia. Combatté quindi con l'esercito di Napoli agli ordini di Gioacchino Murat e poi nuovamente in Italia per i due anni successivi. Il 1º novembre dell'anno X ricevette l'ordine di attaccare coi suoi uomini una colonna di 5000 soldati austriaci guidati dall'arciduca Carlo d'Asburgo-Teschen che avevano preso posizione sulle alture di San Leonardo. Solignac disponeva di soli quattro battaglioni della divisione Patroneaux, ma costrinse il generale Hillinger a capitolare e a consegnare ai francesi i rifornimenti, diversi ufficiali d'alto rango e 80 cavalli. Solignac si distinse poi nuovamente nel combattimento di Saint-Jean e nell'attraversamento del Tagliamento.

### Generale e barone dell'impero
Accusato ingiustamente di estorsione, venne licenziato dall'esercito con decreto del 31 marzo 1806. Quando si scoprì che le accuse mossegli erano false, il generale venne reintegrato al suo rango con altro decreto del 20 aprile 1807 e reinserito nella Grande Armée al seguito della quale prese parte ai combattimenti di Danzica nel 1807 per poi venire assegnato all'esercito del Portogallo dal 18 gennaio 1808. Posto a capo dell'avanguardia del generale Loison ad Alentejo, schiacciò un corpo d'armata portoghese e spagnolo davanti a Évora il 29 luglio, catturando 1500 uomini e 7 cannoni. Il 20 agosto successivo si distinse nella battaglia di Vimeiro ricevendo due gravissime ferite.
Creato barone dell'Impero, il generale Solignac passò all'8º corpo d'armata in Spagna. Anche lì fu in linea con la reputazione militare acquisita in Italia e in Portogallo, e questo gli valse il grado di maggiore generale il 17 novembre dello stesso anno. Prestò servizio in Spagna tra il 1809 e il 1810. Licenziato con decreto del 15 novembre 1811, pregò l'imperatore di consentirgli di tornare in servizio, anche come semplice soldato semplice, ed ottenne il comando di una divisione del 1º corpo della Grande Armée il 1º gennaio 1814.

### Al servizio della monarchia

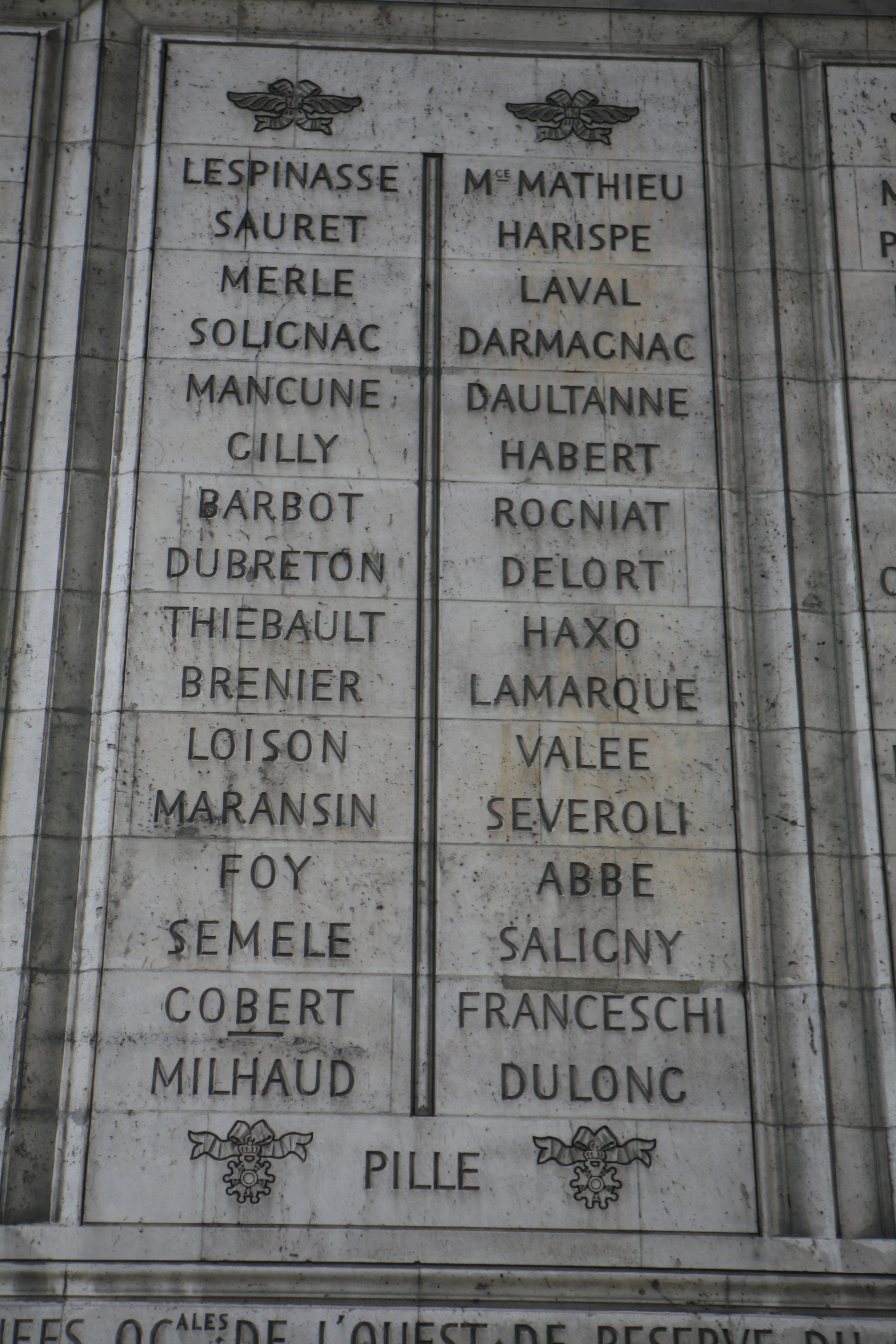
Il nome di Solignac sull'Arco di Trionfo di Parigi

Rimasto inattivo dal 15 gennaio 1815, fu messo a disposizione del duca di Angoulême dal 6 marzo successivo. Nominato membro della Camera dei Rappresentanti, divenne commissario della stessa camera presso l'esercito. Fece pressione perché i deputati riconoscessero la successione di Napoleone II dopo l'abdicazione di Bonaparte e poi venne per questo perseguitato dai borbonici con la Restaurazione, finendo congedato senza stipendio.
L'11 agosto 1819 tornò in servizio al comando della 9ª divisione ed il 1º settembre 1830 venne creato grand'ufficiale della Legion d'onore. Il 31 dicembre 1831 divenne comandante della 12ª divisione . Fu responsabile del ripristino dell'ordine in Vandea nel maggio del 1832 dopo la rivolta popolare innescata dai legittimisti.
Nel 1833 comandò le truppe portoghesi di dona Maria contro quelle di don Miguel e nel 1833 venne nominato maresciallo di campo dell'esercito portoghese. Messo nuovamente in pensione dal 25 giugno 1834, venne messo in riserva dal 25 luglio di quello stesso anno e poi nuovamente pensionato il 12 aprile 1848.
Morì l'11 novembre 1850. Il suo nome è inciso sull'Arco di Trionfo di Parigi, sul lato ovest.